# Beloniscellus parvicalcar
Beloniscellus parvicalcar is een hooiwagen uit de familie Beloniscidae.  De wetenschappelijke naam van Beloniscellus parvicalcar gaat terug op Roewer.